# Draba wiemannii
Draba wiemannii là một loài thực vật có hoa trong họ Cải. Loài này được (O.E.Schulz) Hand.-Mazz. mô tả khoa học đầu tiên năm 1924.